# Nova Ruta de la Seda

Imatge que mostra el temps que es necessita per transportar mercaderia per via marítima (36 dies) des de l'est de la Xina fins a Europa, pels 16 dies que s'emprarien en el transport ferroviari amb la Nova Ruta de la Seda.

La Nova Ruta de la Seda (en rus: Новый шёлковый путь, transliterat com Noviy shyolkoviy put) o Pont Terrestre Euroasiàtic és una xarxa de transport ferroviari dissenyada per connectar els ports del Pacífic, tant a l'Extrem Orient rus com l'extrem orient xinès, juntament amb els ports marítims d'Europa.
Aquesta insta.lació, que forma part de l'aventurera iniciativa global de la Xina coneguda com a Belt and Road Initiative (BRI), busca facilitar el moviment de mercaderies i passatgers Per la xarxa terrestre, contribuint al comerç internacional i a la integració euroasiàtica.
La ruta, un ferrocarril transcontinental i pont terrestre, actualment comprèn el ferrocarril Transsiberià, que s'estén a través de Rússia, i el nou pont de terra d'Euràsia o segon pont continental d'Euràsia, que discorre a través de la Xina i Kazakhstan, també es van a construir carreteres entre les ciutats de la ruta. A partir de novembre de 2007, aproximadament el 1% dels 600 milions de dòlars en béns enviats des Àsia a Europa cada any es van lliurar per vies de transport terrestre.
Acabat el 1916, el tren Transsiberià connecta Moscou amb el llunyà port de Vladivostok a l'oceà Pacífic, el més llarg del món a l'Extrem Orient i important port del Pacífic. Des de la dècada de 1960 fins a principis de 1990 el ferrocarril va servir com el principal pont terrestre entre Àsia i Europa, fins que diversos factors van fer que l'ús de la via fèrria transcontinental per al transport de càrrega disminuís.
Un factor important és que els ferrocarrils de la Unió Soviètica utilitzen un ample de via més gran que la major part de la resta d'Europa i la Xina,, i el transport en vaixells de càrrega pel canal de Suez a Egipte, construït per Anglaterra. El sistema ferroviari de la Xina s'uneix al Transsiberià al nord-est de la Xina i Mongòlia. El 1990 la Xina va afegir un enllaç entre el seu sistema ferroviari i el Transsiberià a través del Kazakhstan. Xina denomina al seu enllaç ferroviari ininterromput entre la ciutat portuària de Lianyungang i Kazakhstan com el «Pont terrestre de Nova Euràsia» o «Segon pont continental Euroasiàtic». A més del Kazakhstan, els ferrocarrils connecten amb altres països de l'Àsia central i Orient Mitjà, incloent a l'Iran. Amb la finalització a l'octubre de 2013 de la línia ferroviària a través del Bòsfor en el marc del projecte Marmaray el pont de terra de Nova Euràsia connecta ara teòricament a Europa a través de l'Àsia central i del Sud.
La proposta d'ampliació del Pont Terrestre Euroasiàtic inclou la construcció d'un ferrocarril a través del Kazakhstan amb el mateix ample de via que els ferrocarrils xinesos, enllaços ferroviaris a l'Índia, Birmània, Tailàndia, Malàisia i altres països del sud-est asiàtic, la construcció de un túnel ferroviari i un pont de carretera a través del estret de Bering per connectar el Transsiberià al sistema ferroviari de l'Amèrica del Nord, i la construcció d'un túnel ferroviari entre Corea del Sud i Japó. Les Nacions Unides ha proposat una major expansió del Pont Terrestre Eurasiàtica, incloent-hi el projecte del ferrocarril Transasiàtic.

## Història

Les diferents rutes de la Ruta de la Seda al segle

El concepte de la Nova Ruta de la Seda va ser formalitzat el 2013 amb el discurs de Xi Jinping a Astana (actual Nur-Sultan) a Kazajistán, on va proposar la creació d’un nou corredor econòmic entre la Xina i Europa a través de Àsia Central. En el mateix any, el president xinès també va proposar una segona ruta marítima que connectaria la Xina amb Europa passant per l'Oceà Índic i el Canal de Suez.
L'objectiu inicial de la iniciativa era fomentar el comerç internacional, millorar la infraestructura i activar l'economia a través de la construcció de corredors d'infraestructura que incloguessin camins de ferrocarril, carreteres, ports i aeroports. Aquesta visió va ser posteriorment reconeguda com un component clau de la política exterior de la Xina i un instrument per incrementar la seva influència econòmica i geopolítica.
Històricament, la Nova Ruta de la Seda pren el nom de la Ruta de la Seda, una vía de rutes comercials que van connectar l'Imperi Xinès amb Europa i altres regions d'Àsia des del segle II aC. La Ruta de la Seda no era una via específica, sinó una ruta general utilitzat pels comerciants per viatjar, en gran part per terra, entre els dos continents al llarg de les estepes euro-asiàtiques a través de l'Àsia central. La ruta de 8000 km de llarg va ser utilitzat per a l'intercanvi de béns, idees i persones, principalment entre la Xina i l'Índia i el mar Mediterrani i va ajudar a crear un sistema únic en el món del comerç entre les civilitzacions d'Europa i Àsia. d'altra banda és i gran importància aquesta ruta.
Les exportacions d'Àsia transportades al llarg de la Ruta de la Seda inclouen teles, catifes, pells, armes, estris, metalls, productes agrícoles, bestiar i esclaus. Les civilitzacions més actives en el comerç durant la història de la carretera eren la Escítia, Grècia antiga, l'Imperi Romà d'Orient, les dinasties Han i Tang, l'Imperi part, Rouran, Sogdiana, els Köktürks, Xiongnu, Yuezhi i l'Imperi Mongol.
A partir del segle V dC, es van desenvolupar noves vies de comunicació terrestre entre Àsia i Europa més al nord, a Rutenia. Moltes d'aquestes rutes van passar per Yugra i es va estendre a la regió del Bàltic. Els jázaros, la Bulgària del Volga i el Jaganat de Rus ' eren molt actius en el comerç al llarg de les rutes comercials del nord.
El trànsit al llarg de les rutes del sud de la Ruta de la Seda va disminuir en gran manera amb la caiguda de Constantinoble al segle xv i el desenvolupament de la ruta marítima a través del Cap de Bona Esperança al segle xvi. Al segle xviii, la influència europea en el comerç i les noves fronteres nacionals va restringir severament el moviment del comerç al llarg de totes les rutes terrestres entre Europa i la Xina, i el comerç terrestre entre Àsia Oriental i Europa pràcticament va desaparèixer.

## Transiberià

En vermell, la línia moderna del Transsiberià. En blau, el seu antic traçat. En verd, la línia Baikal-Amur. En negre, les branques siberianes entre Omsk i Taïxet. En porpra, la branca transmanxuriana de la Xina.

El ferrocarril Transsiberià, i les seves diverses branques associades i línies de suport, va ser acabat en 1916 i va establir la primera connexió ferroviària entre Europa i Àsia, des Moscou a Vladivostok. La línia, de 9200 quilòmetres, és la línia de ferrocarril més llarga del món.
El Transsiberià connecta els ports del Pacífic rus de Vladivostok i Nakhodka amb Moscou. Les connexions de tren a Moscou permeten als passatgers i la càrrega connectar-se a les línies de tren que s'estenen més cap a l'oest a Europa. En fer transbords addicionals, els passatgers i la càrrega amb el temps pot arribar als ports marítims de l'Europa occidental. El Transsiberià connecta també amb Corea del Nord (per exemple a través de Dandong al nord-est de la Xina, o directament a Khasan al sud de Vladivostok).
Aquesta línia ferroviària, totalment electrificada i de doble sentit, és capaç de transportar al voltant de 100 milions de tones de càrrega a l'any. La línia pot gestionar fins a 200 .000 TEU de càrrega de trànsit internacional de contenidors per any.
La ruta est-oest més cap al nord a través de Sibèria, paral·lela a la línia del Transsiberià i conegut com el ferrocarril Baikal-Amur es va completar, majoritàriament, el 1989. El seu final és als ports del Pacífic de Vànino i Sovétskaia Gàvan. Tot i que aquesta línia és relativament poc utilitzada (al voltant de 6 milions de tones de càrrega a l'any), els seus gestors esperen que pugui ser utilitzada plenament en el futur previsible per a l'exportació de petroli i mineral de coure, i hi ha plans per a desdoblar-ne les vies.
Mentre que el Transsiberià sempre ha estat utilitzat pels governs ja sigui Rússia tsarista, soviètic i de l'actual Federació Russa per a projectar poder polític als seus territoris de l'Àsia, en la dècada de 1960 va ser obert per la Unió Soviètica com una ruta de comerç internacional que connecta el Pacífic occidental amb Europa. Els enviaments de càrrega en el Transsiberià, però, van experimentar problemes creixents en el temps amb les infraestructures ferroviàries en mal estat, el robatori i dany de mercaderies, trens endarrerits, taxes excessives, programació incerta per al retorn dels contenidors i les tensions geopolítiques. Com a resultat, l'ús del ferrocarril per al comerç internacional es va reduir a gairebé zero en la dècada de 1990.
D'acord amb la Universitat de Hofstra, a partir del 2001 es va produir un renovat interès en l'ús del Transsiberià com una ruta a través d'Àsia a Europa. Un avantatge de la ruta del Transsiberià sobre la ruta ferroviària entre la Xina i l'Àsia central és que els trens han de canviar els bogis només una vegada, en les fronteres de l'antiga Unió Soviètica. A més, el Transsiberià connecta amb els ferrocarrils del port lliure de gel durant tot l'any de Narvik a Noruega, a través de Finlàndia i Suècia. A Narvik, la càrrega pot ser transbordada als vaixells que creuen l'Atlàntic a l'Amèrica del Nord. El temps total de trànsit entre Vladivostok i Nova York utilitzant aquesta ruta és de 10 dies. Els enllaços ferroviaris de Rússia també connecten amb Rotterdam, però pot trobar-se amb una major congestió al llarg d'aquesta ruta amb els retards resultants. La ruta comercial entre la costa est d'Amèrica del Nord i l'est de Rússia amb el Transsiberià és denominat Northern East West Freight Corridor.
En un esforç per atreure l'ús del Transsiberià per al transport de mercaderies procedents del Japó, la Xina i Corea del Sud a Europa, a mitjans de la dècada de 1990 Rússia va reduir els aranzels sobre mercaderies utilitzant el ferrocarril. Com a resultat, el volum de càrrega sobre la línia de ferrocarril es va duplicar el 1999 i 2000.
Al febrer i març de 2011, el Ministeri de Terra, Infraestructura, Transport i Turisme del Japó va patrocinar una prova de la ruta mitjançant l'enviament de teules a Europa a través del Transsiberià. Els materials van ser transportats per vaixell des de Hamada, Shimane, a Vladivostok, a continuació, pel ferrocarril de Moscou.
El 2011, un servei ferroviari de contenidors directe començar a portar peces de cotxe 11000 quilòmetres des Leipzig a Shenyang, a l'interior de la Xina, a través de Sibèria en 23 dies, tots els dies. El 2013 va sortir un contenidor directe i de servei ferroviari de càrrega general de 10.000 km des Łódź, Polònia, a Chengdu, a través de Sibèria a 14 dies, tres dies a la setmana.
Segons estadístiques russes, la quantitat d'enviaments de contenidors internacionals que transiten anualment a través de Rússia pel Transsiberià ha crescut en un factor de 7 entre 2009 i 2014, arribant a les 131.000 TEU (55.000 contenidors físics) en 2014.
Els Ferrocarrils Belarusos informat d'estadístiques similars: el 2014, el volum de trànsit de contenidors directe de la Xina a Europa occidental creuant Belarús va ser gairebé de 40.600 TEU, en 25 rutes de trens de contenidors directes. Això constituïa més del 20% de tot el volum de Belarús de transport ferroviari de contenidors d'aquest any, 193.100 TEU. Encara important, i cada vegada més gran, això segueix sent molt menor que el 0,1% del nombre de contenidors que viatgen a través dels ports marítims de la Xina (uns 170 milions de TEU).

## Xina i el pont terrestre

### Connexions directes entre Rússia i Xina
La ruta original Moscou-Vladivostok, acabat el 1904, creua les províncies del nord-est de la Xina, o Manxúria ; la secció de la via fèrria que es troba dins de la Xina era conegut com el ferrocarril Transmanxurià. Mentre que la ruta del Transsiberià més al nord, que es troba íntegrament en sòl rus, es va completar el 1916, l'antiga ruta del ferrocarril Transmanxurià continua com un connector important entre les xarxes ferroviàries dels dos països.

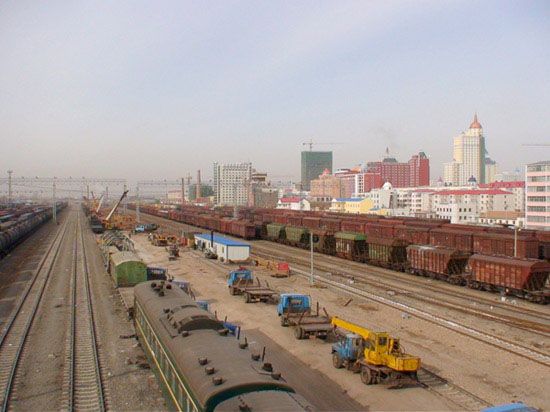
Manzhouli, l'estació ferroviària xinesa més antiga i activa de la frontera amb Rússia.

El punt de la frontera occidental (Zabaikalsk/Manzhouli) i la línia de connexió a la línia principal del Transsiberià, ha estat millorada amb l'objectiu de permetre que el ferrocarril passi de 30 trens de càrrega en cada direcció a través de la frontera fins als 71 vehicles llargs. A més de la càrrega (principalment, el petroli rus exportat a la Xina), aquest encreuament té un tren directe setmanal de passatgers Moscou - Pequín, així com alguns trens de passatgers locals. El punt de la frontera oriental del Transmanxurià, també conegut com l'antic ferrocarril de l'est de la Xina, en Suifenhe/Grodekovo, veu un ús significatiu, així, amb més de vuit milions de tones de càrrega que travessava la frontera el 2007, i un servei transfronterer regular de passatgers.
Una tercera connexió ferroviària, poc coneguda i menys utilitzada, entre Rússia i la Xina es va construir més al sud, entre Hunchun (a la província de Jilin de la Xina) i Makhalino (una estació en la línia de frontera amb Ussuriïsk - Khasan - Corea del Nord, 41 km abans de Khasan. Va començar a funcionar al febrer de 2000 i només va veure una petita quantitat de trànsit (678 vagons de fusta) durant els següents dos anys. La línia va ser tancada en 2002-03, va tornar a obrir breument el 2003, i es va tancar de nou al setembre de 2004. El 15 de febrer de 2011, les dues empreses que són amos de la línia, Northeast Àsia Railway Group, una empresa xinesa, i JSC Golden Link, empresa russa, van signar un acord per reprendre les operacions a la línia al maig de 2011.
Al novembre de 2008, els Ministeris de Transport de Rússia i la Xina van signar un acord sobre la creació d'un enllaç més entre els sistemes ferroviaris dels dos països. Això implicarà un pont de ferrocarril entre a través del riu Amur, que connecta Tongjiang a la província xinesa de Heilongjiang, amb Nizhneleninskoye al Óblast Autònom Hebreu de Rússia. El 4 de novembre de 2010, el director del projecte, Wang Jin, va dir a l'agència de notícies Xinhua que la construcció al pont començaria el gener de 2011.

### Rússia a la Xina via Mongòlia
El ferrocarril Transmongolià, la connexió des de Ulan-Udè al Transsiberià amb Erenhot de la Xina a través de la capital de Mongòlia, Ulan Bator, serveix tant com un enllaç crucial per al món exterior del país sense litoral que és Mongòlia, com per ser la connexió més curta entre el ferrocarril Transsiberià i Pequín. La capacitat d'aquesta línia, però, està limitada per ser d'una sola via.

### Kazakhstan a la Xina
Ferrocarril Turquestan-Sibèria- Mentre que la Unió Soviètica sempre havia estat connectada amb la Xina a través dels enllaços ferroviaris al nord-est de la Xina i Mongòlia, el 1950 van aparèixer plans per connectar les xarxes ferroviàries dels dos països a la frontera Kazakhstan / Xinjiang. Els soviètics van completar la seva línia de Aktogay (una estació al Turksib a l'est del Kazakhstan) a la seva estació fronterera de Druzhba (ara Dostyk), però la construcció de la part xinesa es va aturar a causa de la ruptura xinès-soviètica de la dècada de 1960.

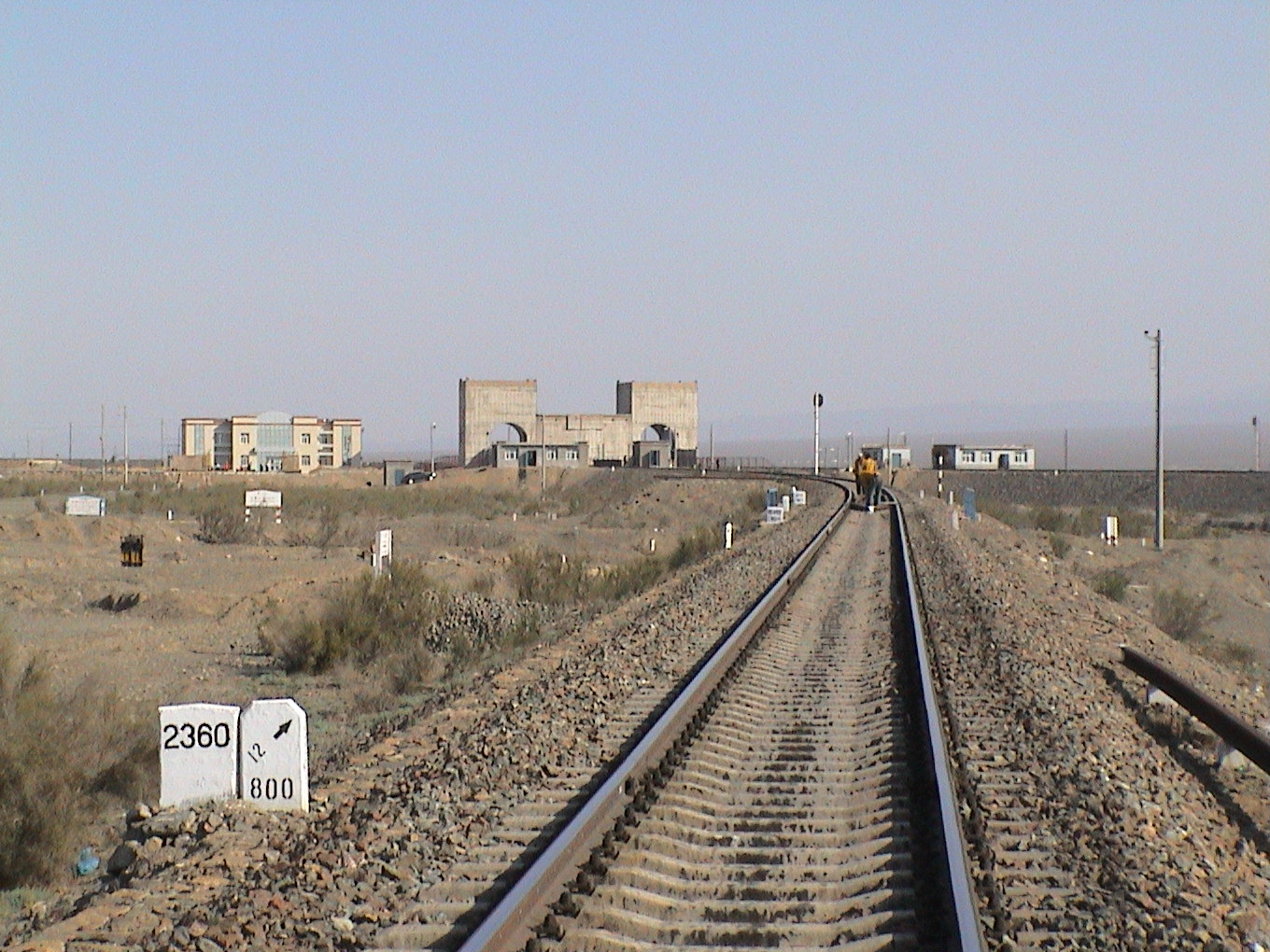
Terme del ferrocarril Lanxin al pas Alataw on el sistema ferroviari xinès connecta amb el kazakh a Dostyk.

El 1985, la construcció va començar en el ferrocarril del nord de Xinjiang per enllaçar les xarxes ferroviàries de la Xina i Rússia a través del Kazakhstan. El tram comprès entre Ürümchi i Alashankou es va completar el 16 de setembre de 1990, que uneix les línies ferroviàries dels dos països en Dostyk. El juliol del 1991 el primer tren de mercaderies va viatjar al llarg de la línia de la Xina a la llavors capital del Kazakhstan, Almati. Al desembre de 2009, un segon enllaç ferroviari de la Xina va ser construït a la frontera amb Kazakhstan a Khorgos. La línia Jinghe-Yining-Khorgos s'uneix al Ferrocarril del Nord de Xinjiang en Jinghe i s'aproxima a Kazakhstan des de la vall del riu Ili. L'enllaç ferroviari a través del Pas Korgas es va completar al desembre de 2012.
A causa que Kazakhstan va ser una vegada membre de la Unió Soviètica, el sistema ferroviari connecta i porta el mateix ample de via que el sistema ferroviari de Rússia, així com les altres repúbliques de l'Àsia central de Turkmenistan, l'Uzbekistan, Kirguizstan i Tadjikistan.
Des Kazakhstan, quatre grans eixos ferroviaris nord-sud es connecten amb el sistema ferroviari rus. Dos connecten amb el ferrocarril Transsiberià (el Turksib i la línia meridional Shu - Astana - Petropavl), mentre que els altres dos (el ferrocarril Trans-Aral, i la connexió a través de Atyrau i l'óblast d'Astracan) van directament a la Rússia europea. Aquests enllaços a la xarxa ferroviària russa són coneguts com el ferrocarril d'Euràsia. Kazakhstan té un paper important en la iniciativa de la "Nova Ruta de la Seda», coneguda com «Un de cinturó, un camí» que uneix la Xina i Europa a través de l'Àsia central i Rússia.

## Mapa de la nova ruta de la seda 2020
El mapa que es presenta https://mapasmilhaud.com/mapas-curiosos/la-nueva-ruta-de-la-seda-2020/. exposa l'evolució de les infraestructures de la BRI fins al 2018, indicant les línies de transport i les infraestructures energètiques de la iniciativa.
Segons la llegenda del mapa hi trobem:
- Les línies contínues representen infraestructures de transport completades.
- Les línies puntejades indiquen projectes planejats o en construcció.

Els elements d'infraestructura es diferencien per color i símbols:
- Les línies de tren estan marcades en verd.
- Els oleoductes es mostren en blau.
- Els gasoductes es destaquen en groc.
- Els ports es marquen amb quadrats
- Les Centrals elèctriques amb cercles.

## Impactes ambientals negatius
Un dels principals temes de debat han estat el desforestament i la destrucció d'hàbitatnatural. Els projectes d'infraestructura, com la construcció de carreteres i ferrocarrils, han alterat paisatges naturals i han afectat la biodiversitat. Per exemple, la construcció de línies ferroviàries a través de zones muntanyoses de Pakistan i Nepal han estat criticades per la pèrdua de vegetació natural i ecosistemes locals.
Els projectes d'infraestructura també han tingut un impacte negatiu en els rius i llacs d'algunes regions. El Corredor Econòmic China-Pakistan (CPEC), per exemple, implica la construcció de preses i canals que poden modificar els fluxos d'aigua i afectar l'agricultura local, afectant així les comunitats rurals i la seguretat alimentària.
Un altre punt crític és la contaminació atmosfèrica i la contaminació de l'aigua derivada de les indústries que s'han creat per als projectes de la BRI. Els projectes de construcció han generat un augment dels gasos d'efecte hivernacle i altres substàncies contaminants a causa de l'ús intensiu de combustibles fòssils i maquinària pesant.

## Iniciatives per a la sostenibilitat
Els projectes de la BRI poden tenir un impacte directe en les emissions de CO2, especialment aquells que impliquen centrals energètiques de carbó o altres combustibles fòssils. Els canvis climàtics generats per aquests projectes poden afectar l'adaptabilitat de les comunitats locals i augmentar els riscos de desastres naturals com inundacions o séquies.
Per mitigar aquests efectes, la Xina ha proposat l'ús de tecnologies més netes i el desenvolupament d'infraestructures respectuoses amb el medi ambient. Això inclou parcs eòlics i plantes solars en algunes de les noves àrees industrials creades per la BRI, com a part de la seva estratègia de descarbonització.
- Avaluacions d'impacte ambiental:per a tots els grans projectes d'infraestructura
- Fomentar l'ús d'energies renovables: i el desenvolupament d'infraestructures verdes.
- Preservar els ecosistemes locals i garantir que les comunitats afectades siguin compensades adequadament

La sostenibilitat ambiental és una de les àrees clau en les quals la BRI continua evolucionant, ja que la Xina i els països participants s'enfronten als reptes derivats dels impactes de la globalització i de la creació d'infraestructures a gran escala.